# Maßbach
Maßbach là một đô thị ở huyện Bad Kissingen bang Bayern nước Đức. Đô thị Maßbach có diện tích 59,31 km², dân số thời điểm ngày 31 tháng 12 năm 2006 là 4843 người.
Maßbach nằm giữa khu dự trữ sinh quyền dãy núi Rhön Bayern và Haßberge.
Các đô thị giáp ranh:
- Münnerstadt
- Thundorf
- Üchtelhausen ở huyện Schweinfurt
- Rannungen

Các đơn vị dân cư thành thị:
- Maßbach
- Rannungen
- Thundorf (gồm Theinfeld và Rothhausen)

Maßbach có các làng:
- Poppenlauer
- Volkershausen
- Weichtungen